# Parczeńszczyzna
Parczeńszczyzna – dawny folwark. Tereny na których leżał znajdują się obecnie na Białorusi, w obwodzie witebskim, w rejonie miorskim, w sielsowiecie Jazno.
Dawniej używane nazwy – Parczyńszczyzna, Porczewszczyzna.

## Historia
W czasach zaborów w gminie Jazno, w powiecie dzisieńskim, w guberni wileńskiej Imperium Rosyjskiego.
W latach 1921–1945 folwark leżał w Polsce, w województwie wileńskim, w powiecie dziśnieńskim, w gminie Orzechowo, a od 1923 roku w gminie Jazno.
Według Powszechnego Spisu Ludności z 1921 roku zamieszkiwało tu 12 osób, 5 było wyznania rzymskokatolickiego a 7 prawosławnego. Jednocześnie wszyscy mieszkańcy zadeklarowali polską przynależność narodową. Były tu 3 budynki mieszkalne. W 1931 w 3 domach zamieszkiwało 28 osób.
Wierni należeli do parafii rzymskokatolickiej i prawosławnej w Jaźnie. Miejscowość podlegała pod Sąd Grodzki w Dziśnie i Okręgowy w Wilnie; właściwy urząd pocztowy mieścił się w Jaźnie.
Umiejscowiona była tu strażnica KOP „Parczyńszczyzna”.
17 września 1939 odcinek 2 kompanii kpt. Antoniego Przybylskiego został zaatakowany przez jednostki 5 Dywizji Strzeleckiej płk. Kuźmy Galickiego i pododdziały 22 Wietrińskiej komendantury pogranicznej NKWD. Sowieci zniszczyli wszystkie strażnice i zlikwidowali większą część ich załóg. Z załogi strażnicy „Parczewszczyzna” ocalał tylko jeden żołnierz.